# Johanna Geisler
Johanna Geisler, o Geissler (nacida Johanne Elisabeth Meyer; Hannover, 28 de mayo de 1888-Múnich, 3 de noviembre de 1956), fue una soprano de ópera y actriz de teatro alemana. También apareció como Johanna Klemperer y bajo los nombres artísticos de Johanna Klee y Hanne Klee. Comenzó su carrera como miembro del coro de ópera de la Hofoper Hannover en 1903 y participó como solista en el Teatro Municipal de Mainz a partir de 1912. Se mudó a la Ópera de Colonia donde conoció a su futuro esposo, el director de orquesta Otto Klemperer. Con él, interpretó papeles principales, incluido el de Marietta, en el estreno mundial de La ciudad muerta de Korngold en 1920. Ella lo siguió a la Ópera Kroll en Berlín en 1927. Cuando Otto tuvo que salir de Alemania debido a la ascensión nazi al poder en 1933, ella y sus hijos lo siguieron, a Zúrich, a Los Ángeles de 1935 a 1947, luego a Budapest y finalmente a Zúrich de nuevo.

## Vida y carrera
Johanne Elisabeth Meyer nació en Hannover el 28 de mayo de 1888, hija de la costurera Sofie Dora Meyer. Fue criada por ancianos padres adoptivos pobres con el nombre de Geisler, y ella tomó su nombre. Cantó en el coro de una iglesia cuando era niña, donde le recomendaron ser voluntaria en el coro del teatro. Desde 1902, a los 14 años, fue cantante de coro pagada del Hofoper Hannover. Pudo presentar 14 partes de coros de ópera en una audición. Su contrato requería que estuviera lista para realizar un nuevo papel dentro de los tres días y requería que ella proporcionara su propio vestuario. Su voz fue entrenada por O. Suesse y Clara Schroeder-Kaminsky. Dejó a sus padres adoptivos un año después y se mudó al Teatro Dessau en 1905 y al Teatro de Wiesbaden al año siguiente, cantando en el coro de ópera. En 1906, a los 18 años, dio a luz a una hija, Carla, cuyo padre, un oficial, no estaba dispuesto a casarse con ella. Su madre adoptiva viuda se mudó con ella. A diferencia de su propia madre, Geisler crio a su hija ella misma, pero la hizo pasar en sociedad como su hermana pequeña. Un segundo hijo, nacido cuando ella tenía 21 años, murió poco después. En Wiesbaden, ocasionalmente cantó pequeños papeles en solitario, de sirvientas y criadas.

### Maguncia
Con la temporada 1912/13, Geisler se convirtió en miembro del Teatro Municipal de Mainz, ahora comprometido como solista. Comenzando como soubrette en ópera y opereta, desarrolló un repertorio de coloratura soprano. Cantó papeles menores y mayores, como Papagena en La flauta mágica de Mozart y el papel principal en la opereta La hija del guardabosques de Jarno, participando en El ocaso de los dioses de Wagner y Las alegres comadres de Windsor de Nicolai. Los registros del teatro la muestran ocupada en 23 de las 44 producciones de la temporada 1915/16 solamente. Su última actuación allí fue apareciendo como las tres mujeres que Hoffmann ama en Los cuentos de Hoffmann de Offenbach.

### Colonia
El 1 de septiembre de 1916, Geisler comenzó en la Ópera de Colonia, donde tuvo éxito en papeles como el de Reina de la Noche en La flauta mágica de Mozart, Micaela en Carmen de Bizet y Zerbinetta en Ariadna en Naxos de Richard Strauss. En 1917, Otto Klemperer dirigió Fidelio de Beethoven en Colonia, con ella como Marzelline. En el invierno de 1918, tuvo una relación con el barítono Friedrich Schorr, lo suficientemente cercana como para que él esperara que ella se casara con él. Klemperer, nacido en una familia judía, se convirtió a la Iglesia católica, y pasó la Semana Santa de 1919 en la abadía de Santa Maria Laach, donde compuso un escenario de la misa, Missa sacra. Geisler lo visitó allí. Se desconoce cuándo decidieron casarse. Marianne Klemperer, hermana del director, la describió como de «una cara muy vivaz con nariz y labios expresivos, pero no especialmente esbeltos», y luego «debe tener nervios de acero, tiene mucho humor y es muy jovial». Se casaron el 16 de junio de 1919 en una capilla jesuita en Colonia, con la asistencia de un pequeño grupo de familiares y amigos, incluido el filósofo Max Scheler. Tras la ceremonia, actuaron juntos en el Gürzenich la Missa sacra en un ensayo privado. La pareja tuvo dos hijos, Werner, nacido en 1920, que se convirtió en actor, y Lotte, nacida en 1923.
Con su marido como director titular en Colonia, interpretó los papeles principales de un amplio repertorio que incluía Despina en Così fan tutte de Mozart; Susanna, Cherubino y la condesa en Las bodas de Fígaro y Donna Elvira en Don Giovanni. Tuvo mucho éxito como Marietta en el estreno mundial de La ciudad muerta de Korngold el 4 de diciembre de 1920, una ópera que tuvo un estreno simultáneo en la Ópera de Hamburgo. En 1921 apareció en la Ópera Estatal de Berlín en Die Vögel de Walter Braufels. En el segundo estreno mundial dirigido por Klemperer en Colonia, Der Zwerg de Zemlinsky el 28 de mayo de 1922, tuvo un papel secundario. Ella era la soprano solista cuando Klemperer dirigió la primera presentación pública de su Missa sacra el 13 de mayo de 1923. Un crítico señaló que «dominó asombrosamente la primera parte de soprano, exorbitantemente difícil» («... den exorbitant schweren ersten Sopranpart erstaunlich beherrschte»). En julio de 1927 interpretó, como Johanna Klemperer, el papel principal de Hèlene en el estreno mundial de la ópera corta Ida y vuelta de Hindemith en el Festival de Música de Baden-Baden.

### Berlín
Cuando Otto Klemperer se mudó a la Ópera Kroll de Berlín, en 1927, se convirtió en miembro del conjunto. Actuó allí, a veces usando el seudónimo de Hanne Klee, papeles que incluyen a Susanna, Donna Elvira, Marzelline, Luisa Miller de Verdi, Marie en La novia vendida de Smetana, Madama Butterfly de Puccini, Hèlene de Hindemith nuevamente y Adele en El murciélago de Johann Strauss. Un crítico de El murciélago señaló: «Sus habilidades para el canto y la actuación se combinan para formar un todo inseparable y una actuación unificada y de primera clase» («Gesang und schauspielerisches Können vereinigen sich bei ihr zu einem untrennbaren Ganzen und zu einer einheitlichen und erstklassigen Leistung»). También actuó en el Große Volksbühne, en papeles como Gilda en Rigoletto y Adele de Verdi. Hizo una gira con una compañía llamada Deutsche Musikbühne como La condesa y la bruja de Mozart en Hansel y Gretel, de Humperdinck a Leipzig, Tréveris, Riga y Reval. Su voz natural, nunca entrenada profesionalmente, se debilitó, también debido a su «voluntad imprudente» para asumir una amplia gama de papeles pesados. Rara vez actuaba después de una crisis vocal.
Geisler había mostrado talento para la actuación desde el principio y, por lo tanto, no solo había interpretado papeles en solitario del coro, sino que también había actuado en dramas. En 1928 actuó como Amalie en Los bandidos de Schiller en el Theatre Coburg. En 1929 tuvo un pequeño papel en la última película muda de Wilhelm Dieterle, Ludwig der Zweite, König von Bayern.

### Exilio
Bajo el régimen nazi, la familia de Geisler tuvo que abandonar Alemania. Se mudaron a Zúrich, Suiza, en 1933, y en 1935 a los Estados Unidos después de que Klemperer aceptara la oferta de convertirse en director titular de la Sinfónica de Los Ángeles. Regresaron a Europa en 1947, donde fue director de la Ópera Nacional de Hungría hasta 1950. En la década de 1950, la familia se estableció nuevamente en Zúrich.
Johanna Klemperer murió en un hospital de Múnich el 3 de noviembre de 1956. La última vez que escuchó a su marido dirigir fue por radio el 19 de octubre, interpretando con la Orquesta Sinfónica de la Radio de Baviera la Sinfonía n.º 101 de Haydn y la Sinfonía n.º 4 de Mahler con el solo de soprano «Wir geniessen die himmlischen Freuden» (Disfrutamos de la dicha celestial). «Bist du bei mir» y «Wenn ich einmal soll scheiden» de Bach se interpretaron en su funeral.

## Legado
La única grabación de la voz de Geisler data de 1932 cuando actuó en una transmisión de Das höllisch Gold de Julius Bittner. como la anciana, dirigida por Erich Kleiber. La grabación solo se conserva parcialmente. Su hija menor publicó en 1983 un libro sobre la juventud de su madre hasta su matrimonio con Klemperer en 1919, Die Personalakten der Johanna Geisler. Eva Weissweiler escribió una biografía de Otto Klemperer, publicada en 2010, que también cubría su relación con su esposa, a quien se describe como una «gran cantante y fiel compañera» («großartige Sängerin und treue Gefährtin»).